# MTV Europe Music Awards/Best Look
Der MTV Europe Music Award for Best Look wurde 2012 erstmals vergeben.

## Nominierte und Gewinner
| Jahr                    | Künstler | EN |
| ----------------------- | -------- | -- |
| 2012                    |          |    |
| Taylor Swift            | [ 1 ]    |    |
| Jack White              | [ 1 ]    |    |
| ASAP Rocky              | [ 1 ]    |    |
| Rihanna                 | [ 1 ]    |    |
| Nicki Minaj             | [ 1 ]    |    |
| 2013                    | [ 1 ]    |    |
| Harry Styles            | [ 2 ]    |    |
| Lady Gaga               | [ 2 ]    |    |
| Justin Timberlake       | [ 2 ]    |    |
| Rihanna                 | [ 2 ]    |    |
| Rita Ora                | [ 2 ]    |    |
| 2014                    | [ 2 ]    |    |
| Katy Perry              | [ 3 ]    |    |
| Taylor Swift            | [ 3 ]    |    |
| Iggy Azalea             | [ 3 ]    |    |
| Nicki Minaj             | [ 3 ]    |    |
| Rita Ora                | [ 3 ]    |    |
| 2015                    | [ 3 ]    |    |
| Justin Bieber           | [ 4 ]    |    |
| Taylor Swift            | [ 4 ]    |    |
| Nicki Minaj             | [ 4 ]    |    |
| Rita Ora                | [ 4 ]    |    |
| Macklemore & Ryan Lewis | [ 4 ]    |    |
| 2016                    |          |    |
| Lady Gaga               | [ 5 ]    |    |
| Bebe Rexha              | [ 5 ]    |    |
| Sia                     | [ 5 ]    |    |
| Rihanna                 | [ 5 ]    |    |
| Beyoncé                 | [ 5 ]    |    |
| 2017                    | [ 5 ]    |    |
| Zayn                    | [ 6 ]    |    |
| Taylor Swift            | [ 6 ]    |    |
| Dua Lipa                | [ 6 ]    |    |
| Harry Styles            | [ 6 ]    |    |
| Rita Ora                | [ 6 ]    |    |
| 2018                    |          |    |
| Nicki Minaj             | [ 7 ]    |    |
| Cardi B                 | [ 7 ]    |    |
| Dua Lipa                | [ 7 ]    |    |
| Migos                   | [ 7 ]    |    |
| Post Malone             | [ 7 ]    |    |
| 2019                    |          |    |
| Halsey                  | [ 8 ]    |    |
| J Balvin                | [ 8 ]    |    |
| Lil Nas X               | [ 8 ]    |    |
| Lizzo                   | [ 8 ]    |    |
| Rosalía                 | [ 8 ]    |    |